# Tim Ariesen
Tim Ariesen (Rhenen, 20 maart 1994) is een Nederlands voormalig wielrenner. Hij kwam onder meer uit voor SEG Racing Academy, Roompot-Nederlandse Loterij en Taiyuan Miogee Cycling Team. In het jaar dat hij bij SEG Racing reed, eindigde hij onder meer als twaalfde in het algemeen klassement van Olympia's Tour.

## Overwinningen
2015
Eind- en puntenklassement Carpathian Couriers Race
Jongerenklassement Ronde van Gironde
Grand Prix des Marbriers

## Resultaten in voornaamste wedstrijden
|      | \| Jaar \| Amstel Gold Race \| Luik-Bast.‑Luik \| Omloop Het Nieuwsblad \| Brabantse Pijl \| \| ---- \| ---------------- \| --------------- \| --------------------- \| -------------- \| \| 2017 \| opgave \| opgave \| \| 79e \| \| 2018 \| \| \| opgave \| \| |                 |                       |                |
| Jaar | Amstel Gold Race | Luik-Bast.‑Luik | Omloop Het Nieuwsblad | Brabantse Pijl |
| 2017 | opgave | opgave          |                       | 79e            |
| 2018 | |                 | opgave                |                |

## Ploegen
- 2014 –  Cyclingteam Jo Piels
- 2015 –  Cyclingteam Jo Piels
- 2016 –  SEG Racing Academy
- 2017 –  Roompot-Nederlandse Loterij
- 2018 –  Roompot-Nederlandse Loterij
- 2018 –  Ningxia Sport Lottery- Livall Cycling team
- 2019 –  Taiyuan Miogee Cycling Team

Ariesen · van den Berg · Biermans · Evensen · Jakobsen · Jiang · de Jong · Klaris · Kooistra · Maddux · Norsgaard · Ovett · Schultz · Detant (stagiair)
Ariesen · Asselman · Budding · van Empel · van Ginneken · van Goethem · van der Hoorn · Kreder · Ligthart · van der Lijke · Looij · Meijers · Mouris · Reinders · Riesebeek · Tusveld · Vermeltfoort · de Vries · Weening
Ariesen · Asselman · Budding · van Empel · Gerts · van Ginneken · van Goethem · de Greef · van der Hoorn · Ligthart · van der Lijke · Meijers · Reinders · Riesebeek · van Schip · Vermeltfoort · Weening · Wippert